# Дубовцы (Ивано-Франковская область)
Дубовцы́ (укр. Дубівці) — село в Ивано-Франковском районе Ивано-Франковской области Украины. Административный центр Дубовецкой сельской общины
Население по переписи 2015 года составляло 2003 человек. Занимает площадь 40,5 км². Почтовый индекс — 77172. Телефонный код — 3431.